# Abe Saperstein
Abraham Michael Abe Saperstein (ur. 4 lipca 1902 w Londynie, zm. 15 marca 1966 w Chicago) – założyciel i trener drużyny Savoy Big Five, która później zmieniła nazwę na Harlem Globetrotters.